# Soubassophone
Pour les articles homonymes, voir Souba.

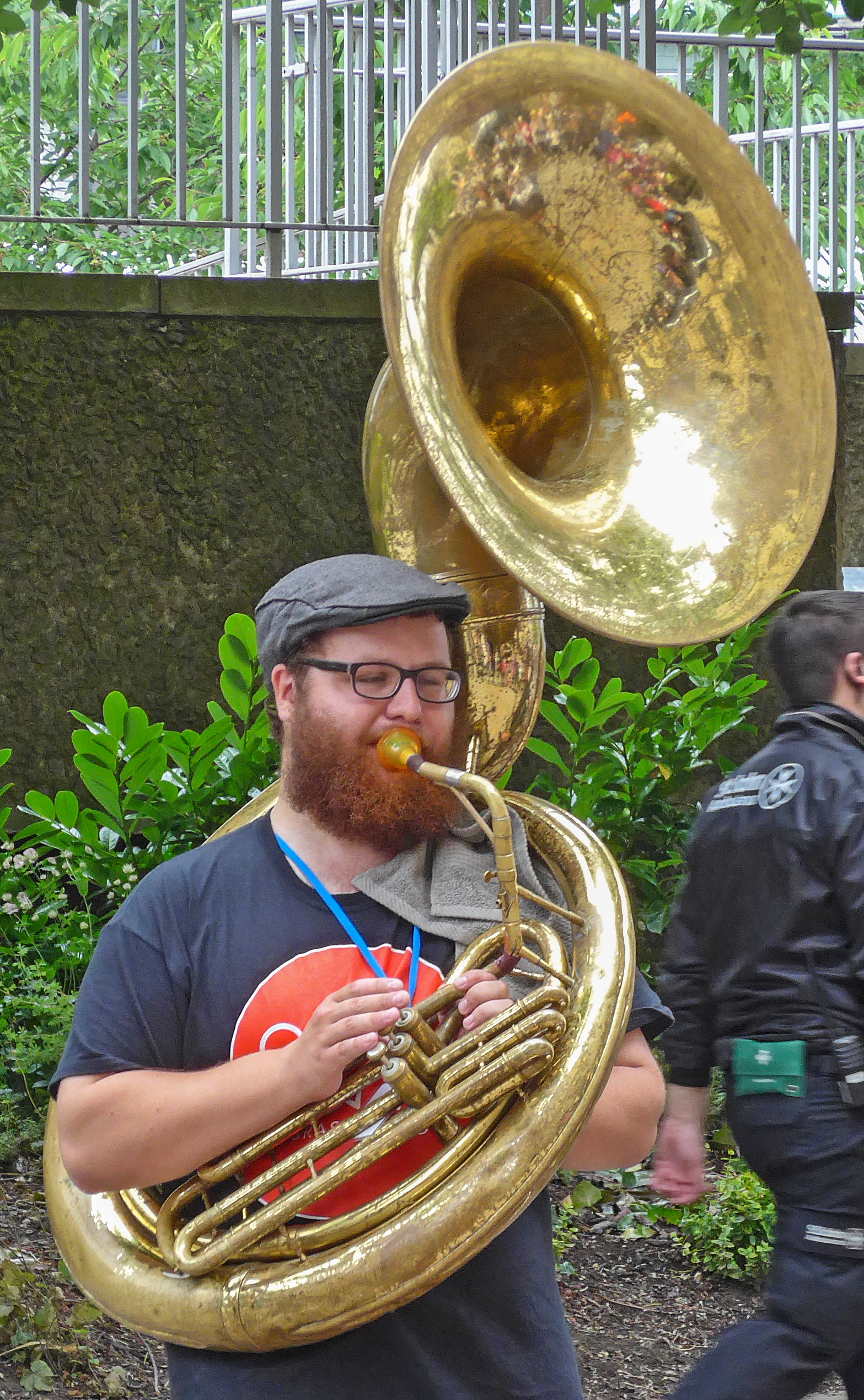
Soubassophone.

Le soubassophone ou sousaphone (souvent abrégé en « souba » ou « sousa ») est un instrument de musique de la famille des cuivres, apparenté au tuba-contrebasse. Les dénominations « soubassophone » et « sousaphone » désignent toutes deux le même instrument. Il est souvent confondu — à tort — avec l'hélicon.

## Histoire
Le soubassophone a été mis au point en 1893, par J. W. Pepper, un facteur d'instruments de Philadelphie. C'est ce facteur qui a imaginé son nom anglais « sousaphone » en hommage à son commanditaire, le chef de fanfare John Philip Sousa (1854-1932).
Le soubassophone est une évolution de l'hélicon (Autriche, 1845), lui-même cousin du cimbasso italien.
Il a ensuite été développé et produit à grande échelle par Conn (États-Unis) à partir de 1898.
Le terme « soubassophone » est probablement une déformation de « sousaphone », auquel on a ajouté l'idée de sous-basse pour indiquer que l'instrument possède une tessiture grave (mais il est aussi possible que le terme français vienne directement de là).
C'est, semble-t-il, Beuscher, le premier importateur de sousaphones (venant des États-Unis pour être vendus en France) qui lui a donné son nom.

## L'instrument

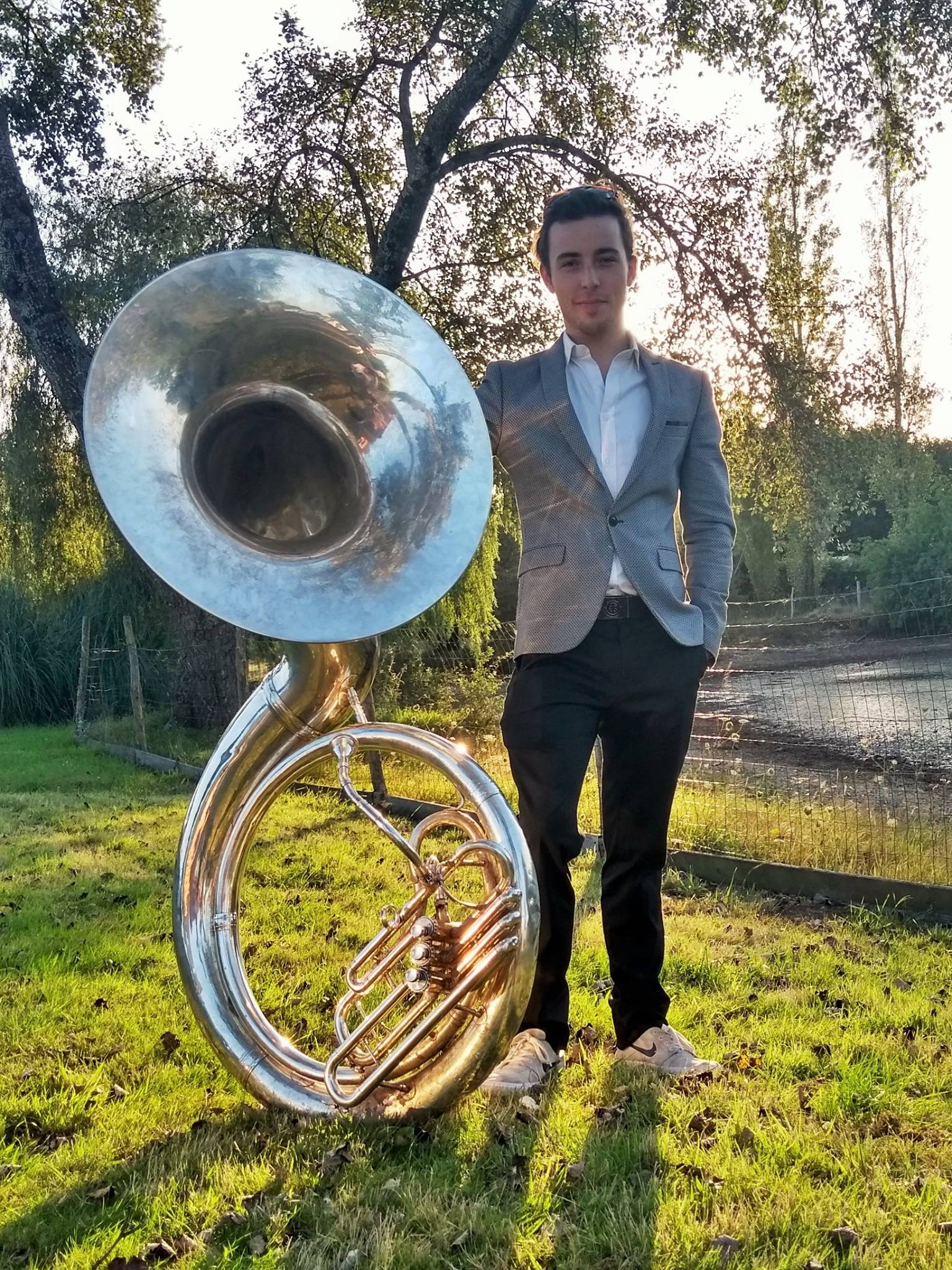
Un soubassophone à côté d'un homme, permettant de se rendre compte de la taille de l'objet.
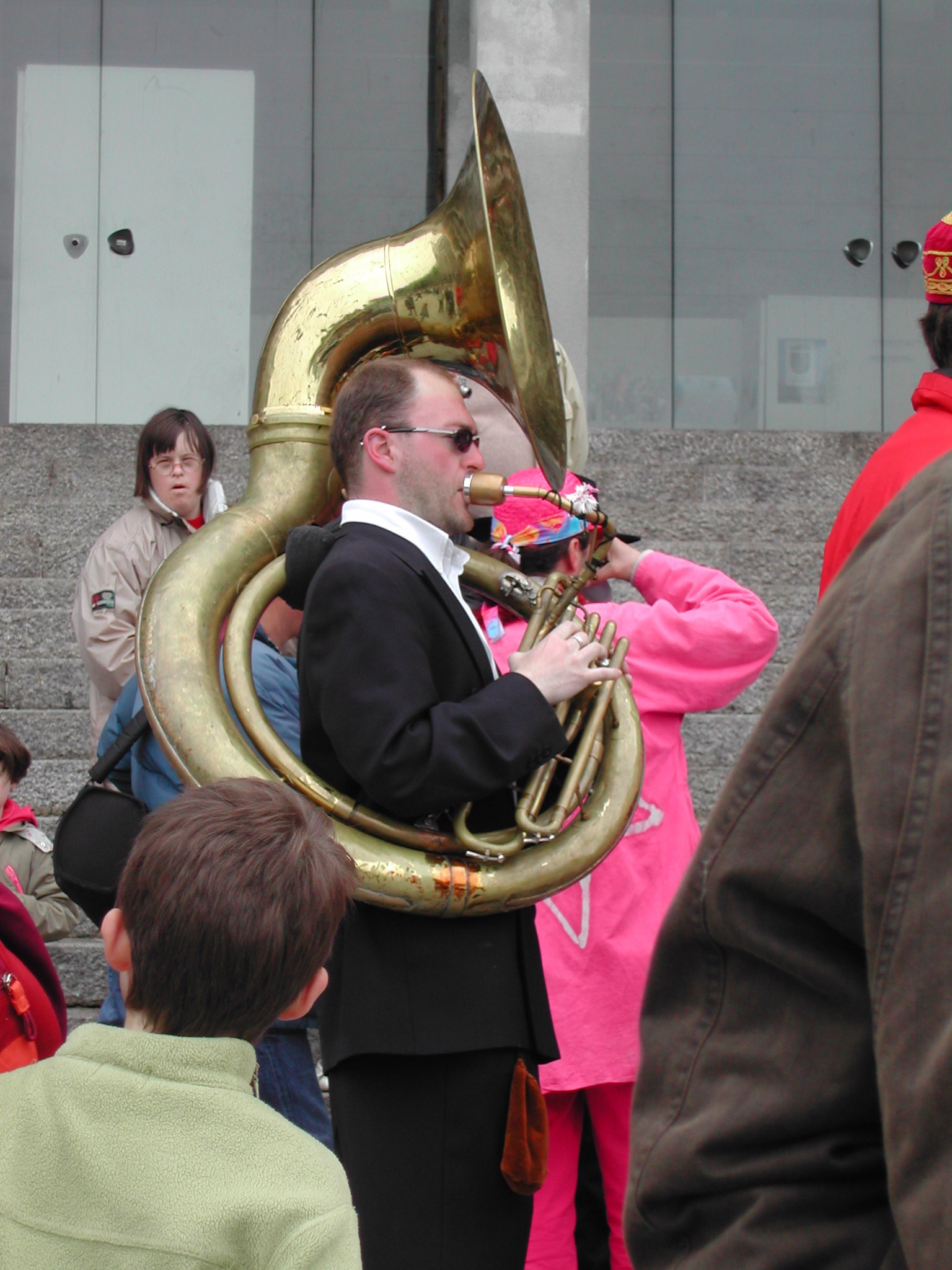
Soubassophone en métal.
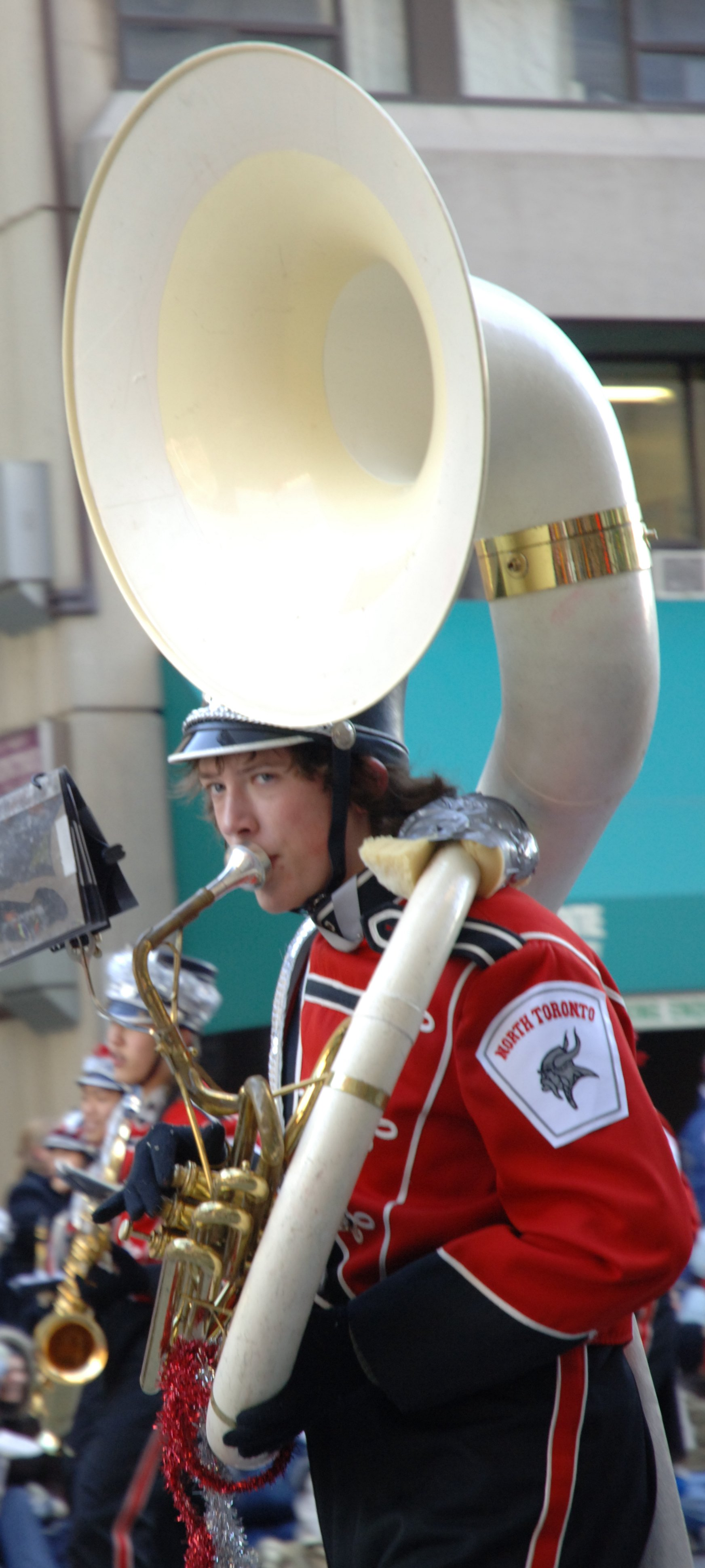
Instrument en fibres de verre.
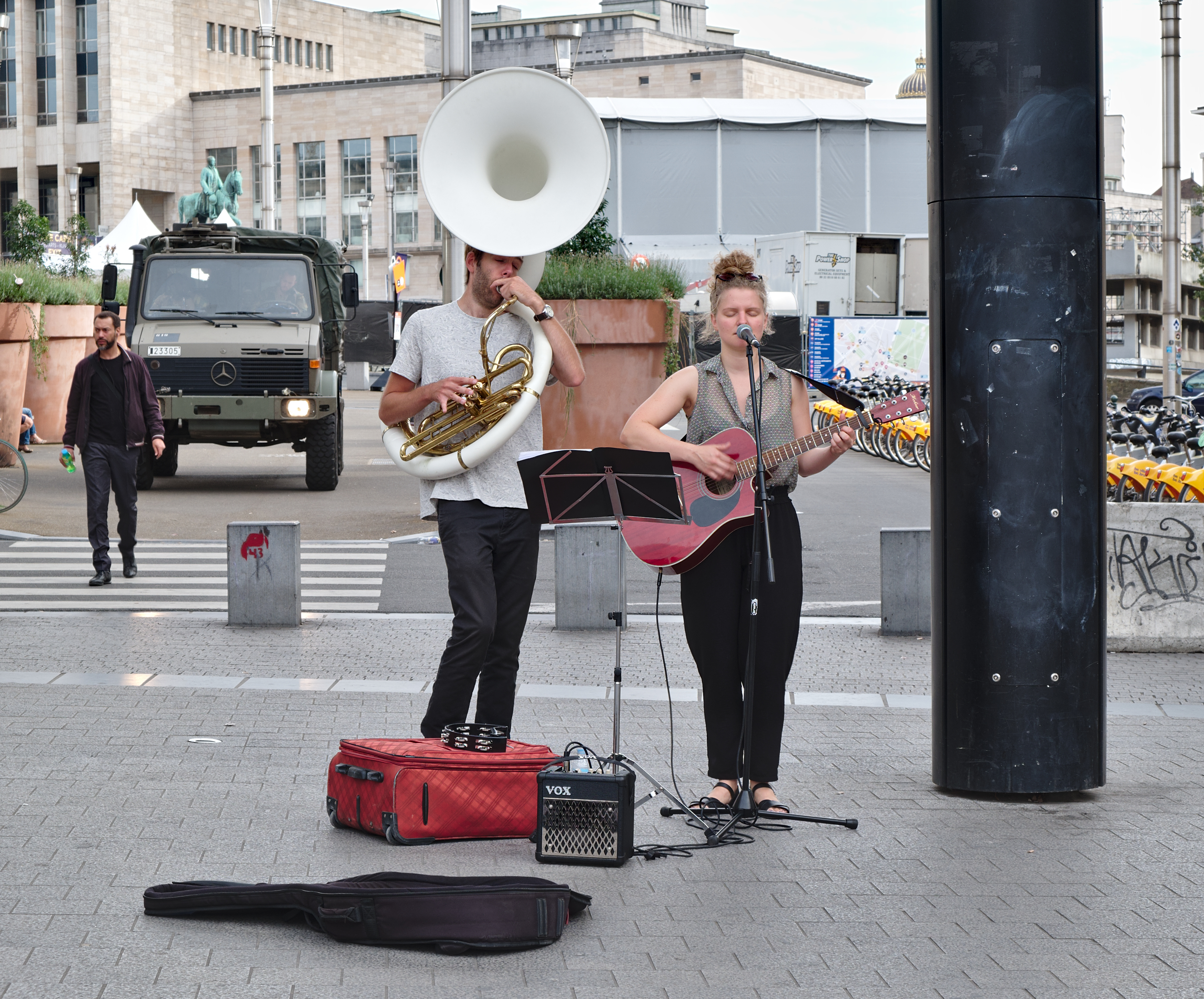
Spectacle de rue au soubassophone et à la guitare.
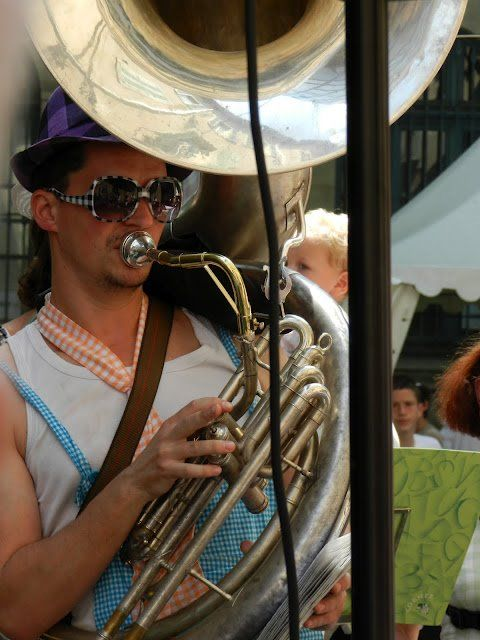
Joueur de soubassophone jouant un Ré.
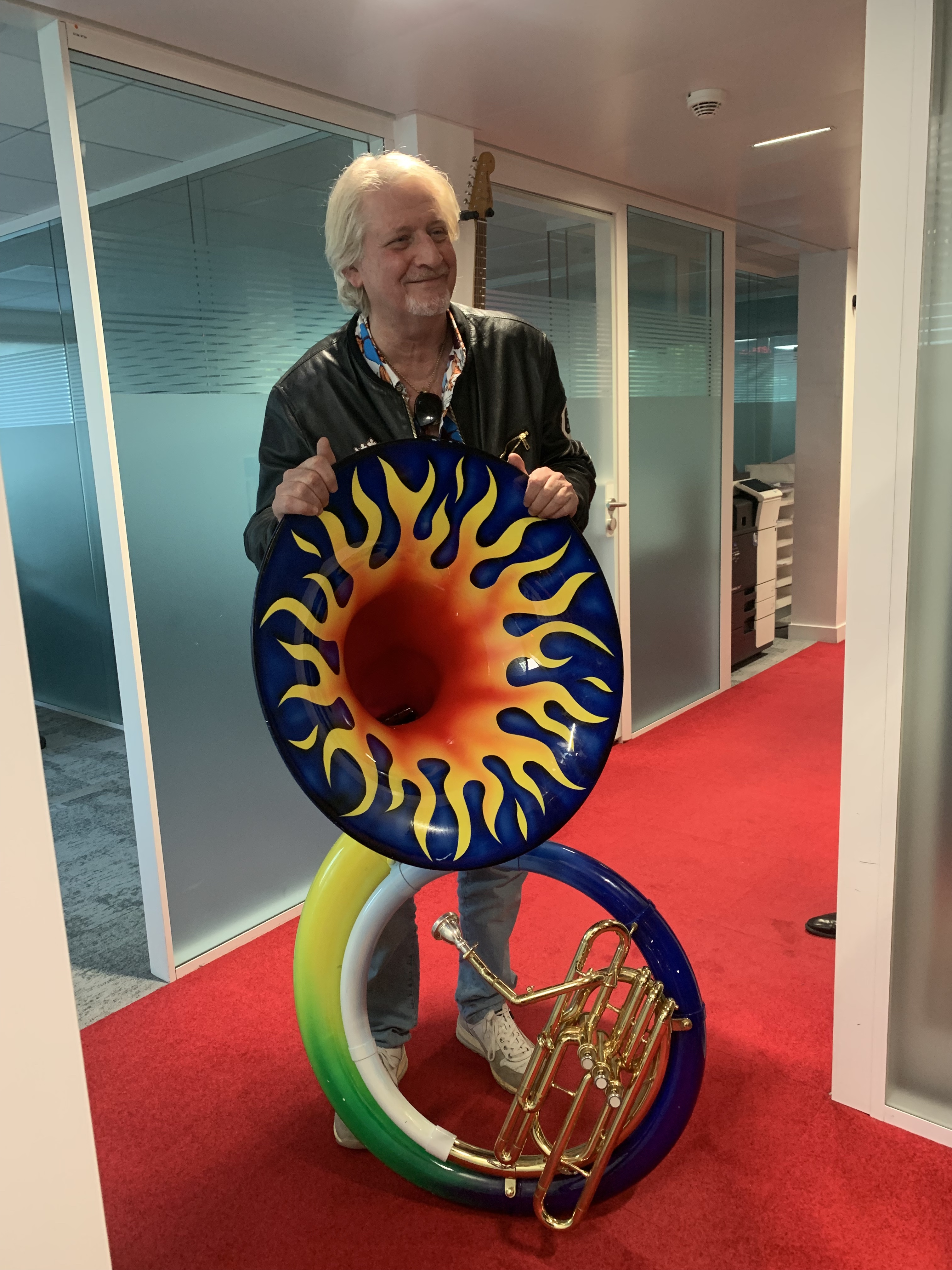
Patrick Sébastien et le soubassophone nommé Turbo.

### Description
Il rencontre un grand succès dans les fanfares car il permet de jouer en marchant plus facilement qu'avec un tuba. Il présente l'avantage d'être porté sur l'épaule, d'une façon équilibrée, sans être en porte-à-faux avant comme le tuba. De plus, il a un pavillon orienté de manière frontale : cela permet une projection du son plus directe vers le public. Enfin, ses grandes dimensions (en particulier celles du pavillon), contribuent à l'aspect visuel d'un défilé et attirent le public. À ce titre, il est un des instruments centraux des fanfares, notamment des fanfares étudiantes type beaux-arts ou des bandas. Le soubassophone est également fréquemment utilisé dans les orchestres de jazz traditionnel (dixieland).
Le soubassophone est l'instrument le plus lourd à porter, en particulier les modèles uniquement en métal, qui peuvent peser jusqu'à 17 kg. Les modèles à corps et pavillon en fibre de verre sont nettement plus légers (jusqu'à 9 kg) mais ont un son moins puissant et bien moins riche en harmoniques, souvent décrit comme moins « brillant ».
Le soubassophone est un instrument transpositeur en si{\displaystyle \flat } (on en trouve aussi en fa, en ut et en mi{\displaystyle \flat }). Toutefois, aux États-Unis, il est considéré comme un instrument non transpositeur, et ainsi à la manière du trombone, l'harmonique fondamentale de l'instrument est nommée si{\displaystyle \flat } plutôt que do. Il comporte en général trois pistons comme la trompette (parfois quatre) pour une tessiture située deux octaves plus bas. Ses caractéristiques les plus marquantes sont d’une part le corps de l’instrument qui entoure le musicien, et d'autre part le pavillon surdimensionné situé au-dessus de sa tête, démontable et orientable, souvent dirigé vers l’avant.
Il se distingue de l'hélicon par quatre caractéristiques :
- l'hélicon a peu ou pas de pavillon, ne sortant pas du plan d'enroulement de l'instrument. Il est donc moins directif que le soubassophone ;
- l'hélicon est généralement à palettes ;
- l'origine de l'hélicon se situe dans les pays d'Europe de l'Est ;
- le tube de l'hélicon présente une très grande conicité au point de donner l'illusion d'un pavillon, alors que celui du sousaphone de moindre conicité débouche sur un très grand pavillon.

L'hélicon est préféré au soubassophone pour les défilés montés car son pavillon offre moins de prise au vent : il permet ainsi un meilleur équilibre sur le cheval.

### Évolutions
Deux évolutions, ou plutôt modifications, ont eu lieu depuis l'invention du soubassophone. On ne les retrouve pas systématiquement sur tous les modèles : cela dépend des besoins des musiciens ou de la marque des instruments.
- L'utilisation de fibre de verre pour remplacer le métal pour le corps et le pavillon de l'instrument (voir photo ci-dessus, partie blanche), le but étant d'alléger l'instrument. Cela représente une économie de plus ou moins 4 kilogrammes (environ 1/3 du poids total). Cette modification entraine cependant un changement de la sonorité (celle-ci se « ternit » quelque peu) et une diminution notable de la puissance sonore ; pour contrebalancer cet effet négatif, certains instruments possèdent un corps en métal et un pavillon en laiton.

- L'invention du système dit short action par la firme Conn qui permet de raccourcir la longueur de course des pistons. Cela offre à l'instrumentiste plus de rapidité dans le mouvement de ses doigts : la vélocité s'en trouve ainsi accrue.